# NGC 755
NGC 755 = NGC 763 ist eine Balken-Spiralgalaxie vom Hubble-Typ SBb im Sternbild Walfisch südlich der Ekliptik. Sie ist schätzungsweise 74 Millionen Lichtjahre von der Milchstraße entfernt und hat einen Durchmesser von etwa 70.000 Lj.
Im selben Himmelsareal befinden sich u. a. die Galaxien NGC 713, NGC 731, NGC 747, NGC 767.
Das Objekt wurde am 10. Januar 1785 von dem deutsch-britischen Astronomen Wilhelm Herschel entdeckt (als NGC 755) und im Jahr 1886 von dem US-amerikanischen Astronomen Ormond Stone (als NGC 763).